# Harald Norpoth
Harald Norpoth (Münster, 22 agosto 1942) è un ex mezzofondista tedesco, attivo tra gli anni sessanta e i primi anni settanta.

## Biografia
Dopo aver esordito a livello internazionale nel 1962 partecipando ai Campionati europei, dove cadde durante la finale dei 1500 m, nel 1964 gareggiò alle Olimpiadi di Tokyo con la squadra della Germania Unita riuscendo a conquistare la medaglia d'argento sui 5000 m. Salì due volte sul podio ai campionati europei del 1966: fu terzo nei 1500 m, preceduto dal connazionale Bodo Tümmler e dal francese Michel Jazy, e secondo sui 5000 m, di nuovo dietro a Jazy. Nello stesso anno stabilì il record del mondo sull'insolita distanza dei 2000 m, con il tempo di 4'57"8.
Nel 1968, invece, non riuscì a risalire sul podio olimpico: dopo essere caduto nella finale dei 5000 m, giunse quarto nella gara sui 1500 m.
Nel 1971 conquistò un'altra medaglia ai Campionati europei di Helsinki sui 5000 m giungendo terzo nella gara vinta dall'idolo di casa Juha Väätäinen e l'anno seguente partecipò alla sua terza Olimpiade giungendo sesto nella gara sui 5000 m vinta dall'altro finlandese Lasse Virén.

## Palmarès
| Anno | Manifestazione        | Sede     | Evento | Risultato | Prestazione | Note |
| ---- | --------------------- | -------- | ------ | --------- | ----------- | ---- |
| 1964 | Olimpiadi             | Tokyo    | 5000 m | Argento   | 13'49"6     |      |
| 1966 | Giochi europei indoor | Dortmund | 3000 m | Oro       | 7'56"0      |      |
| 1966 | Europei               | Budapest | 1500 m | Bronzo    | 3'42"4      |      |
| 1966 | Europei               | Budapest | 5000 m | Argento   | 13'44"0     |      |
| 1971 | Europei               | Helsinki | 5000 m | Bronzo    | 13'34"57    |      |

## Altre competizioni internazionali
1965
- Oro in Coppa Europa ( Stoccarda), 5000 metri piani - 14'18"0[1]

1967
- Oro in Coppa Europa ( Kiev), 5000 metri piani - 15'26"8[1]

1968
- 7º al DN Galan ( Stoccolma), 5000 m piani - 13'35"2

1969
- Bronzo al DN Galan ( Stoccolma), 5000 m piani - 13'36"0

1970
- Oro in Coppa Europa ( Stoccolma), 5000 metri piani - 14'25"4[1]

1971
- 4º all'ISTAF Berlin ( Berlino), miglio - 3'57"2

1973
- Bronzo in Coppa Europa ( Edimburgo), 5000 metri piani - 13'57"66[1]